# Màfic

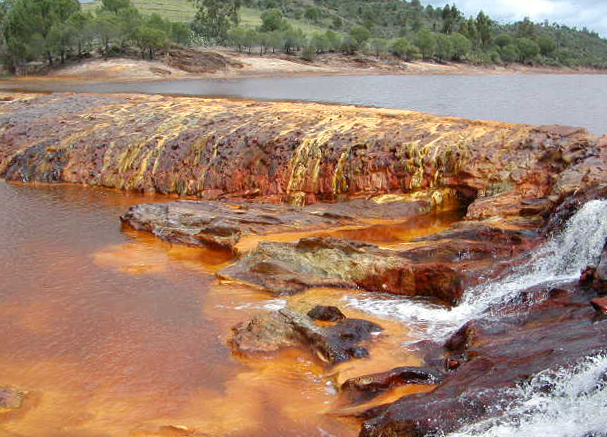
Roques amb un contingut de ferro suficient per acolorir el corrent d'aigua.

Màfic és un adjectiu que descriu un mineral silicat o roca que és rica en magnesi i ferro; aquest terme és un portmanteau de les paraules «magnesi» i «fèrric». La majoria dels minerals màfics són de color fosc i la seva densitat relativa és major de 3. Els minerals màfics comuns formadors de roques ínclouen l'olivina, piroxè, amfíbol, i biotita. Les roques màfiques comunes inclouen el basalt, dolerita i gabre.
En termes de química, les roques màfiques estan a l'altra banda de l'espectre de les roques fèlsiques. Aquest terme correspon a l'antiga classe roca bàsica.
La lava màfica, abans de refredar-se, té poca viscositat, en comparació amb la lava fèlsica, degut al baix contingut de sílice en el magma màfic. L'aigua i altres volàtils poden escapar de forma més gradual i més fàcil de la lava màfica, per tant les erupcions de volcans fets de laves màfiques són menys explosives i violents que les erupcions de laves fèlsiques. Gran part dels volcans amb lava màfica són volcans oceànics com els de Hawaii.
| Textura de roca             | Nom de la roca màfica               |
| --------------------------- | ----------------------------------- |
| Pegmatític                  | Gabre pegmatita                     |
| De gra gruixut (fanerític)  | Gabre                               |
| De gra gruixut i porfirític | Gabre porfirític                    |
| De gra fi (afanític)        | Basalt                              |
| De gra fi i porfirític      | Basalt porfirític                   |
| Piroclàstic                 | Basalt tova o bretxa                |
| Vesicular                   | Basalt vesicular                    |
| Amigdaloidal                | Basalt amigdaloidal                 |
| Vesícules molt petites      | Escòria                             |
| Textura vítria              | Taquilita, sideromelana, palagonita |